# Gran Teatre de Varsòvia
El Gran Teatre de Varsòvia (en polonès, Teatr Wielki) és un complex teatral arquitectònic seu de l'Òpera Nacional Polonesa (companyia fundada el 1776) situat a la Plaça del Teatre (Plac Teatralny) de la capital polonesa. Inaugurat el 1965 el monumental complex fa de l'Òpera Nacional Polonesa el teatre més gran del món. Va ser inaugurat el 24 de febrer de 1833 amb El barber de Sevilla de Rossini.

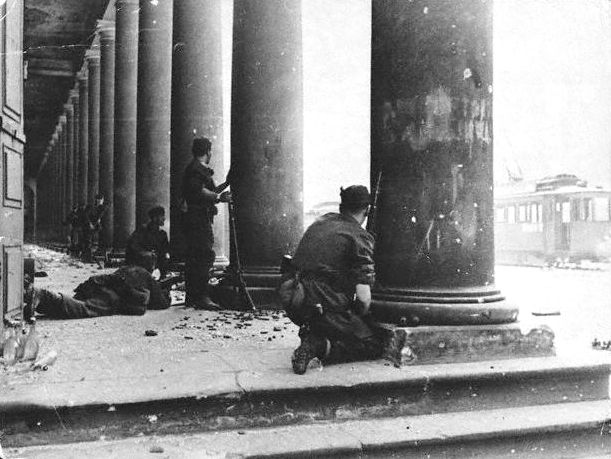
Durant la Batalla de Varsòvia

Pràcticament destruït en la Batalla de Varsòvia del 1939 durant la Segona Guerra Mundial va reobrir les portes reconstruït el 19 de novembre de 1965.
El nou teatre té dos auditoris i un museu, l'Stanisław Moniuszko Auditorium per a 1.841 espectadors. La temporada d'òpera i ballet s'estén d'octubre al juny. L'Emil Młynarski Auditorium té 248 seients. El National Museum és l'únic museu del teatre de la nació.
En el teatre obert el 1833 es van estrenar les òperes -com Halka i La casa embruixada- del pare de la lírica polonesa, Stanisław Moniuszko que va dirigir l'òpera polonesa entre 1858 i 1872. Aquí es van presentar òperes de Władysław Żelański, Ignacy Jan Paderewski, Karol Szymanowski i altres compositors. Entre 1945 i 1965 la companyia es va presentar en diversos escenaris esperant la reconstrucció i ampliació del teatre amb els dissenys de Bohdan Pniewski.